# Kyrkans hus, Helsingfors
Kyrkans hus (finska: Kirkon talo) är en administrativ byggnad för Evangelisk-lutherska kyrkan i Finland. Huset är beläget vid Södra kajen i Helsingfors i det finländska landskapet Nyland. I Kyrkans hus finns lokaler för Kyrkostyrelsen, Kyrkans Utlandshjälp och Ekumeniska Rådet i Finland. Det finns också ett litet kapell i byggnaden.
Kyrkostyrelsen och Kyrkans pensionsfond köpte byggnaden från försäkringsbolaget Ilmarinen för 37,7 miljoner euro år 2012. Kyrkostyrelsens del av köpet var 25,3 miljoner euro och Kyrkans pensionsfonds del 12,4 miljoner euro. Kyrkostyrelsen flyttade in i byggnaden sommaren 2014. Före köpet av Kyrkans hus hade Kyrkostyrelsen lokaler på Skatudden i fyra olika byggnader som alla var i behov av renovering.

## Arkitektur

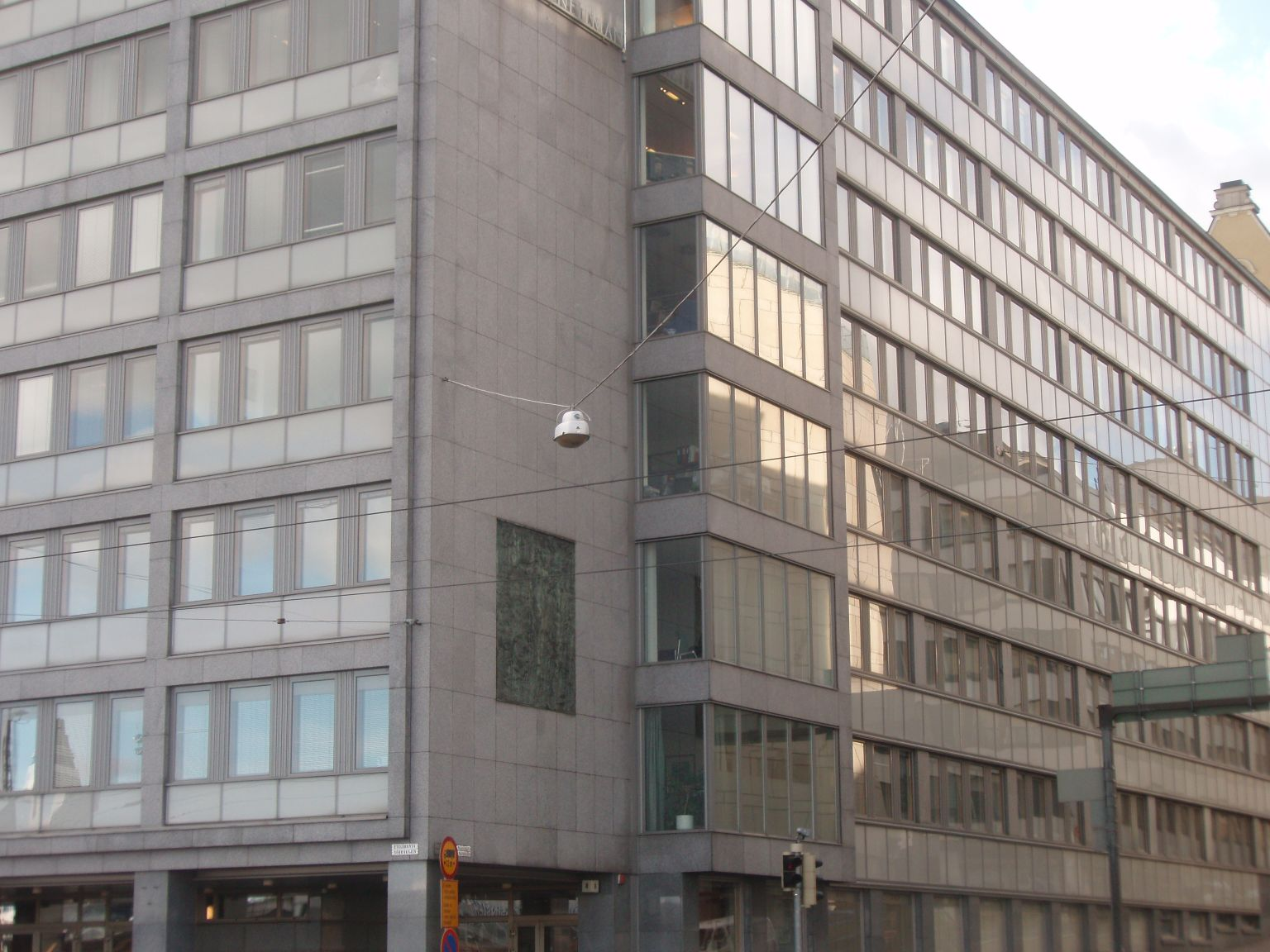
Kyrkans hus.

Ursprungligen byggdes Kyrkans hus vid Södra kajen 8 som en kontorsbyggnad för Finska Ångfartygs Aktiebolag år 1955. Byggnaden, som har tio våningar, ritades av arkitektbyrån Ola & Ethel Hansson. På första våningen finns aulan och matsalen och i de övre våningarna finns kontorsutrymmen. Byggnaden är på cirka 10 000 kvadrater. Kyrkostyrelsen använder cirka 5 900 kvadrater och cirka 2 800 kvadrater hyrs ut.

### Kapellet
Kyrkans hus har ett eget kapell. Kapellet ritades av en arbetsgrupp av konstnärer och interiörarkitekter och där finns ljusteknologi som används i till exempel videokonst. Konstnärerna Jaakko Niemelä och Helena Hietanen har designat kapellets interiör tillsammans med Martelas heminredningsgrupp. Bland annat bilder, texter och kyrkoårets liturgiska färger kan reflekteras på kapellets väggar med ljusteknologin.
Vid kapellets altare finns ett järnkrucifix som kommer från Pälkjärvi kyrka i Karelen. Krucifixet kan belysas på olika vis.